# David Tudor
David Eugene Tudor (ur. 20 stycznia 1926 w Filadelfii, zm. 13 sierpnia 1996 w Tomkins Cove, w stanie Nowy Jork) – amerykański kompozytor i pianista; przedstawiciel szkoły nowojorskiej.

## Życiorys
Studiował grę na organach i teorię muzyki u H. Williama Hawke’a, grę fortepianową u Josefa Martina i Irmy Wolpe oraz kompozycję i analizę muzyczną pod kierunkiem Stefana Wolpego. Był organistą w kościele św. Marka w Filadelfii (od 1938) i w kościele św. Trójcy w Swarthmore (od 1943) oraz w Swarthmore College (1944–1948).
Wykładał w Black Mountain College (1951–1953), na Uniwersytecie Stanu Nowy Jork w Buffalo (1965–1966), Uniwersytecie Kalifornijskim w Davis (1967), w Mills College w Oakland (1967–1968) oraz National Institute of Design w Ahmadabadzie w Indiach (1969). Był także wykładowcą na Międzynarodowych Letnich Kursach Nowej Muzyki w Darmstadcie (1956, 1958, 1959, 1961).

## Kariera pianistyczna
17 grudnia 1950 dał w Nowym Jorku amerykańską premierę II Sonaty fortepianowej Pierre’a Bouleza, czym zapoczątkował swoją karierę wybitnego wykonawcy awangardowej wówczas muzyki.  W latach 50. i 60. był prawykonawcą często napisanych specjalnie dla niego utworów amerykańskich i europejskich kompozytorów drugiej awangardy, m.in. Bouleza, Browna, Bussottiego, Cardewa, Cowella, Feldmana, Ichiyanagiego, Kagela, Maderny, Pousseura, Stockhausena, Wolffa, Wolpego, Younga.
Najsilniejsze więzi łączyły go jednak z muzyką Johna Cage’a. Dał prawykonania m.in. słynnego 4′33″ (1952), Music of Changes (1952) oraz Koncertu na fortepian i orkiestrę (1958). Współpracował także przy kilku kompozycjach, w tym Indeterminacy (1959), Cartridge Music (1960), Variations II (1961) i Variations III (1963). Cage twierdził, że wszystkie utwory, które skomponował przed 1970, zostały napisane albo dla Davida Tudora, albo z myślą o nim.
Tudor słynął z niebywałej biegłości technicznej i umiejętności błyskawicznego poruszania się pomiędzy dynamicznymi skrajnościami. Był wnikliwym interpretatorem trudnych utworów muzyki eksperymentalnej. Rozwiązywał problemy notacyjne, wynajdował nowe techniki wykonawcze i w konsekwencji nierzadko przejmował kontrolę nad kompozycją, przekraczając powoli granicę podziału wykonawca – twórca. Pod koniec lat 60. porzucił karierę pianisty i całkowicie poświęcił się komponowaniu i nauczaniu.

## Twórczość
W swojej twórczości Tudor skupiał się na muzyce eksperymentalnej i poszukiwaniach brzmieniowych. Wykorzystywał dźwięki naturalne i sztucznie uzyskiwane z zaprojektowanych przez siebie generatorów dźwięku. Tworzył z nich określone komponenty elektroniczne, które następnie mieszał, zniekształcał, przetwarzał i łączył, definiując zarówno kompozycję, jak i jej wykonanie.
Komponował utwory multimedialne i muzykę do widowisk choreograficznych Merce’a Cunninghama, z którym współpracował od czasu zawiązania zespołu Merce Cunningham Dance Company w 1953. Tworzył też kompozycje zbiorowe z Johnem Cage’em, Lowellem Crossem (do widowisk laserowych), Jackie Monnier (do instalacji wizualnych), Gordonem Mummą, Milesem Davisem, Davidem Behrmanem, Marcelem Duchampem, Carsonem Jeffriesem, Jasperem Johnsen, Tonym Martinem, Fujiko Nakayą, Takehisą Kosugim, Andrew Culverem.

## Wybrane kompozycje
(na podstawie materiału źródłowego

### utwory multimedialne
- Fluorescent Sound (1964)
- Bandoneon! na bandoneon, elektronikę, światła i taśmę wideo; projekcja wideo L. Cross (1966)
- 4 Pepsi Pieces (1970, zrew. 1973)

  Pepsibird
  Anima Pepsi
  Pepscillator
  Microphone
- Monobird (1972)
- Rainforest II (1972)
- Untitled (1972)
- Laser Rock (1973)
- Laser Bird (1973)
- Rainforest IV, instalacja (1973)
- Pulsers (1976)
- Hedgehog (1985)
- Web (1985)
- Electronics with Talking Shrimp (1986)
- Lines and Clusters (1986)
- Web for J.C. (1987)
- Web for J.C. II (1992)
- Neural Synthesis 1–9 (1994); oparta na muzyce baletowej Neural Network Plus (1992)

### muzyka do widowisk baletowych
(choreografia Merce Cunningham)
- Rainforest (1968); wyk. pol. Warszawska Jesień, z taśmy (1972)
- Melodics for Amplified Bandoneon (1972)
- Toneburst, do Sounddance (1974)
- Forest Speech, do Event (1976)
- Weatherings, do Exchange (1978)
- Phonemes, do Channels/ Inserts (1981)
- Likeness, do Voices/ Dialects (1982)
- Sextet for Seven (1982)
- Dialects (1984)
- Fragments (1984)
- Webwork (1987)
- Virtual Focus (1990)
- Neural Network Plus (1992)
- Untitled (1994), oparta na Toneburst (1975)

### kompozycje zbiorowe
- Reunion; z: Behrman, Cage, Cross, Mumma, Duchamp (1968)
- Assemblage; z: Cage, Mumma (1968)
- Video III; z: Cross (1968)
- Video/Laser I, II; z: Cross, Jeffries (1969)
- First Week of June; z: Cage, Mumma (1970
- 52/3; z: Cage, Johns (1972)
- Rainforest III (1973)
- Free Spectral Range I, II; z: Cross (1973)
- Photocell Action; z: Martin (1974)
- Island Eye Island Ear; z: Nakaya (1974–1978)
- Free Spectral Range III; z: Cross (1976)
- Free Spectral Range IV; z: Cross (1977)
- Video Pulsers, do filmu Brazos River (1977)
- Forest Speech II (1978)
- Rotation (1978)
- Audio Laser; z: Cross (1979)
- Laser Concert; z: Cross (1979)
- Sea Tails; wideo instalacja z: Davies, Monnier (1983)
- Tailing a Dream; z: Monnier (1985)
- Sea Tails; z: Monnier (1986)
- 9 Lines Reflected; z: Monnier (1986)
- Le Dos du Réve; z: Monnier (1987)
- Volatis with Sonic Reflections; z: Monnier (1988)
- Five Stone Wind; z: Cage, Kosugi (1988)
- Soundings ‘Ocean Diary’; z: Culver, Cunningham; wg szkicu J. Cage’a (1994)